# Кайру
Кайру (порт. Cairu)  —  муниципальное образование в Бразилии, входит в штат Баия. Составная часть мезорегиона Юг штата Баия. Входит в экономико-статистический микрорегион Валенса. Население составляет 8634 человека на 2006 год. Занимает площадь 451,194 км². Плотность населения — 19,1 чел./км².

## Статистика
- Валовой внутренний продукт на 2003 год составляет 35 161 747,00 реалов (данные: Бразильский институт географии и статистики).
- Валовой внутренний продукт на душу населения на 2003 год составляет 3548,47 реалов (данные: Бразильский институт географии и статистики).
- Индекс развития человеческого потенциала на 2000 год составляет 0,639 (данные: Программа развития ООН).